# Pointe du Marquis
Pour les articles homonymes, voir Marquis (homonymie).
La pointe du Marquis est un cap de la Guadeloupe situé en Basse-Terre sur la territoire de la commune de Bouillante.

## Géographie
Le cap est situé entre la pointe Joubert et la pointe de l'Ermitage. La ravine du Marquis s'y jette. 